# Авраам Хен
Авраам Єгуда Хен (івр. אברהם יהודא חן; жовтень 1878, Чернігів — 5 жовтня 1957, Єрусалим) — хасидський рабин в українському місті Ніжин. Рабин Кляйн був пацифістським анархістом. Він належав до хасидської традиції Хабад за сімейним походженням і духовною підготовкою.
Хейн був антисіоністом, прихильником пацифізму та ненасильства, особливо під час єврейського повстання в Підмандатній Палестині. Свої читання Льва Толстого і Петра Кропоткіна він намагався співвіднести з кабалою і хасидизмом. Рабин Хейн глибоко поважав Кропоткіна, якого називав «цадиком нового світу», чия «душа чиста, як кришталь» Найвідомішою роботою рабина Хейна є його тритомна збірка есе במלכות היהדות («У королівстві юдаїзму»).